# Bão Sanba (2023)
Bão Sanba (tên tiếng Anh đầy đủ: Tropical Storm Sanba [bão nhiệt đới Sanba], tên tại Việt Nam: bão số 5, số hiệu JTWC: 16W) là một cơn bão nhiệt đới yếu nhưng gây ra những tác động đáng kể cho Việt Nam và Trung Quốc. Đây là cơn bão thứ 16 trong mùa bão Tây Bắc Thái Bình Dương năm 2023 và là cơn bão thứ năm trên biển Đông trong năm. Tiền thân của bão là một vùng áp thấp hình thành vào ngày 13 tháng 10, nối với một dải hội tụ nhiệt đới cùng với các hình thế khí tượng khác đã gây ra tác động đáng kể cho Việt Nam như đợt mưa lớn trên diện rộng tại miền Trung Việt Nam, khiến lần đầu tiên Việt Nam ban hành cảnh báo rủi ro thiên tai cấp 4 và gây mưa giông gió mạnh trên biển làm chìm 2 tàu đánh bắt thuỷ hải sản, khiến 3 người chết và 12 người mất tích. Vùng áp thấp đó đã mạnh lên thành áp thấp nhiệt đới vào ngày 17 tháng 10 và mạnh lên thành bão Sanba vào ngày hôm sau trên vùng biển phía Đông của Việt Nam. Bão sau đó tiếp tục di chuyển sâu hơn vào vịnh Bắc Bộ và ảnh hưởng đến Trung Quốc. Tại Trung Quốc mưa rất to, lũ lụt, ngập úng và gió mạnh đã được ghi nhận tại nhiều nơi. Bão khiến 4 người chết  và gây thiệt hại tài sản gần 800 triệu USD tại Trung Quốc. Bão tan hoàn toàn vào tối ngày 20 tháng 10 do không khí lạnh kèm theo các điều kiện bất lợi khác.

## Lịch sử khí tượng
| Cơ quan Khí tượng                                                                                            | Ước tính sức gió cực đại (km/h) | Ước tính áp suất trung tâm lúc thấp nhất (hPa) | Tham khảo |
| --- | ------------------------------- | ---------------------------------------------- | --------- |
| JMA | 75 (10 phút)                    | 1000                                           | [ 1 ]     |
| JTWC | 85 (1 phút)                     | 999                                            | [ 2 ]     |
| HKO | 85 (10 phút)                    | 995                                            | [ 3 ]     |
| NMC | 90 (2 phút)                     | 990                                            | [ 4 ]     |
| NCHMF | 80 (2 phút)                     | 1000                                           | [ 5 ]     |
| Chú ý: Ước tính sức gió các cơ quan được quy về đơn vị km/h, làm tròn đến hàng đơn vị đến 0 hoặc 5 gần nhất. |                                 |                                                |           |

Vào ngày 13 tháng 10, vùng áp thấp hình thành ở biển Đông phía tây Philippines, được nối với một dải hội tụ nhiệt đới. Trung tâm Cảnh báo Bão Liên hợp thuộc Hoa Kì (JTWC) ban hành Cảnh báo Hình thành Xoáy thuận nhiệt đới (TCFA) lúc 22:00 UTC (05:00 giờ Việt Nam) về vùng áp thấp, gán số hiệu 99W khi hệ thống di chuyển đến vùng biển gần bờ biển Việt Nam, phân tích hệ thống nằm trong môi trường thuận lợi như nhiệt độ nước biển ấm (28-29 oC), dòng phân kì hướng cực mạnh, đứt gió vừa phải. Sáng ngày 17, Cục Khí tượng Nhật Bản (JMA) cho biết áp thấp mạnh lên thành áp thấp nhiệt đới. Chỉ khoảng vài giờ sau, cơ quan khí tượng của Việt Nam là Trung tâm Dự báo Khí tượng Thuỷ văn Quốc gia (NCHMF) cho biết vùng áp thấp đã mạnh lên thành áp thấp nhiệt đới, cho biết rằng nó đang ở trên vùng biển phía Tây Nam quần đảo Hoàng Sa. JTWC và NMC (Trung tâm Khí tượng Quốc gia - một cơ quan khí tượng của Trung Quốc) cũng nâng cấp hệ thống lên thành áp thấp nhiệt đới vào chiều tối cùng ngày, JTWC gán cho hệ thống số hiệu 16W. Hình ảnh vệ tinh hồng ngoại mô tả một CDO (vùng mây dày đặc ở trung tâm) đang che khuất sự lưu thông của áp thấp nhiệt đới có tổ chức kém. Trưa ngày 18, NCHMF nâng cấp áp thấp nhiệt đới thành bão, gọi là bão số 5, ước tính rằng sức gió mạnh nhất vùng gần tâm bão mạnh cấp 8 khi nó đang ở trên khu vực biển Quảng Trị-Quảng Nam, dự báo bão sẽ di chuyển về phía Bắc và hướng đến vịnh Bắc Bộ. Chiều ngày 18, JMA cũng nâng cấp áp thấp nhiệt đới thành bão nhiệt đới, đặt tên là Sanba, dự báo rằng bão sẽ di chuyển lên phía Bắc trong một vài ngày tới tương tự như NCHMF. JTWC và NMC cũng ước tính rằng hệ thống mạnh lên thành bão nhiệt đới vào cùng thời gian đó. Một dòng phân kì mạnh mẽ ở phía Nam bắt đầu ảnh hưởng đáng kể đến cơn bão sau khi các đám mây ở tầng trên và tầng giữa bị tách rời. Bão đổ bộ vào đảo Hải Nam vào trưa ngày 19 tháng 10, NMC khi đó ước tính bão có sức gió cấp 8. Sanba tăng tốc độ di chuyển theo hướng Bắc Đông Bắc và di chuyển sâu hơn vào vịnh Bắc Bộ, bão đã tận dụng điều kiện môi trường khá thuận lợi với nhiệt độ nước biển ấm, các đỉnh mây đã nhô cao rải rác theo hướng xuyên tâm. Vào khoảng tối ngày 19 đến rạng sáng ngày 20, khi bão đi sâu vào vịnh Bắc Bộ và tiến gần đến bờ biển tỉnh Quảng Tây, NCHMF phân tích rằng bão mạnh lên cấp 8-9 giật cấp 11 và dự báo bão di chuyển theo hướng Bắc sau đó đổi hướng di chuyển về phía Nam, còn NMC phân tích rằng bão mạnh lên thành bão cấp 10. Hệ thống bắt đầu đổi hướng về hướng nam và suy yếu dần từ ngày 20 do điều kiện không thuận lợi như tương tác với đất liền, không khí lạnh, khô và gió đứt mạnh. NCHMF và JTWC cho biết bão đã suy yếu thành áp thấp nhiệt đới lúc trưa chiều ngày 20. Vài giờ sau đó, NMC cũng cho rằng bão suy yếu thành áp thấp nhiệt đới. JMA cũng hạ cấp hệ thống thành áp thấp nhiệt đới vào tối cùng ngày và ngừng đưa ra khuyến cáo về hệ thống. Đêm ngày 20 tháng 10, NCHMF phát tin cuối cùng về hệ thống cho biết áp thấp nhiệt đới suy yếu thành vùng áp thấp, gần như cùng lúc NMC đưa ra thông điệp cuối cùng và dừng đánh số hệ thống. Áp thấp tiếp tục suy yếu và tan biến, JTWC ban hành bản tin cảnh báo cuối cùng lúc rạng sáng ngày 21 tháng 10. Còn JMA cho rằng áp thấp nhiệt đới tan hoàn toàn vào tối ngày 20 tháng 10.

## Chuẩn bị và ảnh hưởng

### Việt Nam

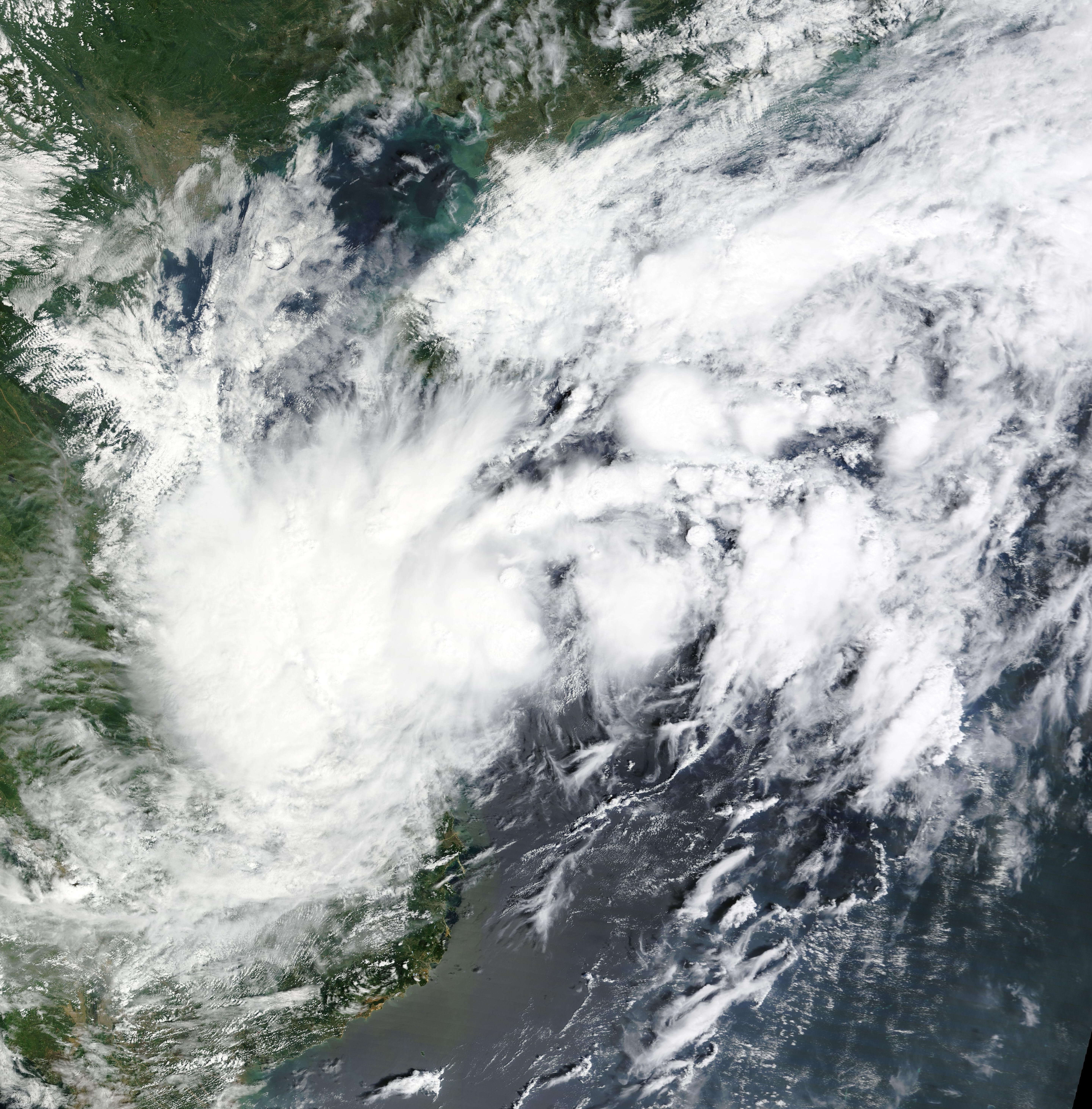
Bão Sanba khi là một áp thấp nhiệt đới vào ngày 17 tháng 10

Tiền thân của bão Sanba là vùng áp thấp nối với dải hội tụ nhiệt đới gây mưa giông, lốc xoáy và sóng mạnh trên biển Đông làm chìm 2 tàu Việt Nam đánh bắt hải sản ở phía Bắc Đông Bắc của quần đảo Trường Sa. Sau khi 2 vụ chìm tàu cá xảy ra, lực lượng tìm kiếm cứu nạn đã được huy động để tìm kiếm các nạn nhân của 2 vụ chìm tàu. Lực lượng tìm kiếm đã dừng việc tìm kiếm nạn nhân vào ngày 23 tháng 10. Có tổng cộng 3 người thiệt mạng và 12 người mất tích. Tổ hợp trên cùng với không khí lạnh và gió Đông từ biển thổi vào cũng gây mưa to trên đất liền miền Trung Việt Nam, nhiều nơi ghi nhận lượng mưa từ 120–175 mm trong 8 giờ. Cảnh báo rủi ro thiên tai cấp 4 đã được ban hành đối với Thừa Thiên Huế và Đà Nẵng, đây lần đầu tiên Việt Nam cảnh báo rủi ro thiên tại cấp 4 do mưa lớn. Sau khi vùng áp thấp nhiệt đới mạnh lên thành bão, NCHMF đã phát "tin bão khẩn cấp" do có những lo ngại về việc bão sẽ tác động đến đất liền, nhưng sau đó cảnh báo khẩn cấp đã được huỷ khi cơn bão bắt đầu suy yếu và không còn khả năng tác động đáng kể đến Việt Nam. Ảnh hưởng của bão tại các vùng phía Bắc nói chung không đáng chú ý, chỉ có đảo Bạch Long Vĩ đã ghi nhận gió mạnh cấp 6.

### Trung Quốc

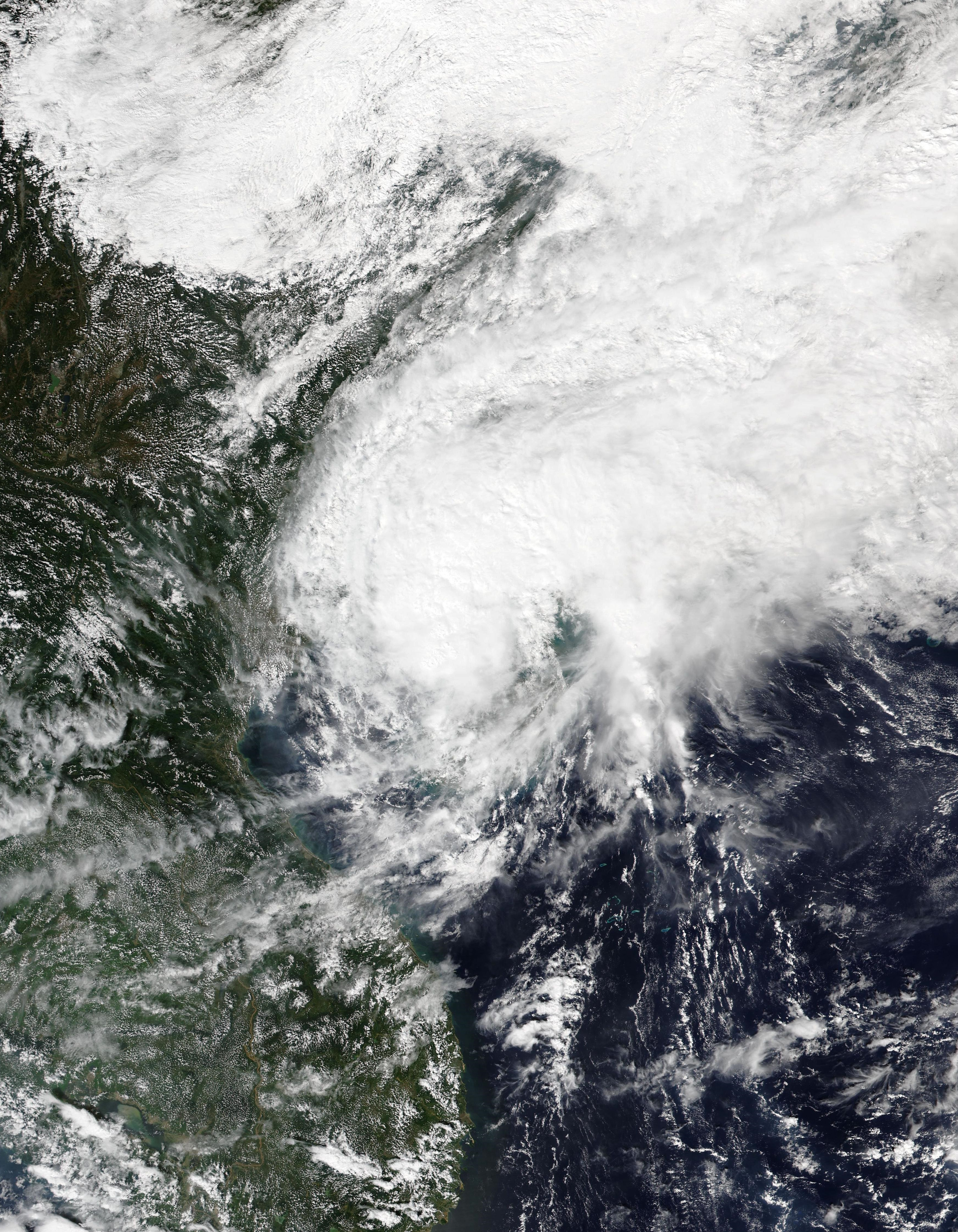
Sanba đang di chuyển sâu vào vịnh Bắc Bộ lúc chiều ngày 19 tháng 10.

Tại Hải Nam, vào ngày 18 tháng 10 thành phố Tam Á phát cảnh báo ứng phó khẩn cấp cấp III về phòng chống lũ lụt và gió, các trường mẫu giáo, nhà trẻ trong thành phố tạm dừng hoạt động nửa ngày vào chiều cùng ngày, việc tham quan danh lam thắng cảnh cũng bị dừng lại. Thành phố Hải Khẩu đã đưa ra biện pháp ứng phó khẩn cấp cấp độ IV (cao nhất là cấp I) để phòng chống lũ lụt và gió. Vào lúc 17:30 giờ địa phương, Tổng cục Quốc phòng tỉnh Hải Nam đã nâng cấp mức độ ứng phó khẩn cấp phòng chống lũ lụt từ cấp độ IV lên cấp độ III. Tân cảng Hải Khẩu, cảng Tú Anh Hải Khẩu và cảng Nam đường sắt tạm dừng khai thác từ lúc 4 giờ ngày 19 tháng 10 và dự kiến việc tạm dừng sẽ tiếp tục cho đến ngày 20 tháng 10. Nhiều nơi trên đảo chịu những cơn gió giật mạnh phổ biến từ cấp 7-9, gió giật cao nhất trên đảo Hải Nam đạt 83 km/h (cấp 9) ở quận Nhai Châu (Tam Á), ngoài ra gió giật đạt 112 km/h (cấp 11) ở đảo Thất Châu Liệt (Qizhou Liedao). Lượng mưa trong 4 ngày tại đảo Hải Nam phổ biến từ 100–300 mm, cao nhất là 333,2 mm được ghi nhận tại một địa điểm thuộc thành phố Vạn Ninh.
Ở Quảng Tây, vào ngày 18 tháng 10, Sở Phòng chống lũ lụt và cứu trợ hạn hán Quảng Tây đã phát động ứng phó khẩn cấp cấp IV về phòng chống lũ lụt và bão. Trên đất liền và vùng biển ngoài khơi Quảng Tây (nằm trong vịnh Bắc Bộ) đã ghi nhận một số nơi có mưa lớn và gió mạnh trên cấp 8. Một trên giàn khoan dầu gần đảo Vi Châu đã quan trắc được sức gió duy trì 103 km/h; gió giật 120 km/h (gió cấp 11 giật cấp 12). Mưa lớn trên diện rộng đã được ghi nhận tại một số thành phố như Bắc Hải, Ngọc Lâm, Khâm Châu, Ngô Châu, Quý Cảng. Tính từ 20:00 ngày 18 đến 20:00 ngày 22 (theo giờ địa phương UTC+8), địa phương ghi nhận lượng mưa trên 800 mm là trấn Kiều Cảng (quận Ngân Hải, thành phố Bắc Hải) với tổng lượng mưa đạt 914,6 mm; có 3 trấn ghi nhận tổng lượng mưa từ 600 mm đến 800 mm; 55 trấn và hương ghi nhận lượng mưa từ 400 mm đến 600 mm; 48 trấn và hương ghi nhận lượng mưa từ 250 mm đến 400 mm. Tại Kiều Cảng, trạm quan trắc tại đây cũng ghi nhận cường suất mưa trong 24 giờ lên tới 780,3 mm, một kỉ lục tại Quảng Tây.  Ảnh hưởng từ mưa lớn khiến nhiều đoạn đường ở nhiều nơi bị ngập úng khiến nhiều người bị mắc kẹt và có nhiều chiến dịch cứu hộ giải cứu người mắc kẹt. Một xe cơ giới được tài xế điều khiển ở một thị trấn thuộc huyện Bác Bạch bị mắc kẹt khi đi qua cây cầu bị ngập sâu hơn 30 cm, có 4 người trong xe và đã được giải cứu. Một ngôi làng ở huyện Bác Bạch bị cô lập, bị cắt nguồn nước sạch và cắt điện, lực lượng cứu hộ cùng các thiết bị cần thiết đã tiếp cận và cung cấp những nhu yếu phẩm cần thiết cho hơn 100 hộ gia đình bị mắc kẹt. Hơn 30 người bị mắc kẹt dọc đường ở huyện Lục Xuyên cũng được giải cứu. Ngoài ra, do ảnh hưởng của bão ở vùng biển ngoài khơi, một tàu chở hàng Trung Quốc gặp nguy hiểm tại vùng biển vịnh Bắc Bộ, phía Tây đảo Vi Châu, con tàu cùng với 5 thuyền viên đã được giải cứu khỏi nguy hiểm. Trên địa bàn Quảng Tây ghi nhận 2 người chết do ảnh hưởng của bão Sanba, thiệt hại kinh tế tại Quảng Tây lên tới 2,17 tỷ nhân dân tệ (296 triệu USD) với diện tích cây trồng bị thiệt hại lên tới 39 nghìn hecta, trong đó diện tích thiệt hại nặng là 19 nghìn hecta và diện tích mất trắng là 1,5 nghìn hecta; 211 ngôi nhà bị sập hoàn toàn, 282 ngôi nhà bị hư hại nghiêm trọng và 908 ngôi nhà bị hư hại nhẹ.
Còn tại Quảng Đông, cấp độ báo động ứng phó khẩn cấp và kiểm soát lũ lụt ở thành phố Trạm Giang, tỉnh Quảng Đông được nâng lên cấp II, ở Mậu Danh được nâng lên cấp III. Do ảnh hưởng của bão, nhiều nơi tại Trạm Giang và Mậu Danh đã hứng chịu những cơn mưa lớn, trung bình các địa điểm lượng mưa trên 200 mm trong 24 giờ, có nơi lên tới hơn 400 mm trong 24 giờ. Lượng mưa trong 1 giờ cao nhất ghi nhận tại Mậu Danh lên tới lên tới 158,5 mm tại một địa điểm thuộc quận Mậu Nam, là giá trị kỉ lục lịch sử của thành phố này. Các trường học ở quận Xích Khảm, Hà Sơn, Ma Chương, Pha Đầu và một số nơi khác của thành phố Trạm Giang đã cho học sinh nghỉ học vào ngày 19 tháng 10. Thành phố Mậu Danh cũng đã yêu cầu các trường học, nhà trẻ ở một số nơi tạm dừng hoạt động. Một số con đường ở thành phố Trạm Giang bị ngập nặng, nhiều người già và trẻ em bị mắc kẹt. Lũ lụt và mực nước vượt mức cảnh báo cũng xảy ra ở thượng nguồn sông La Định và một số đoạn sông khác. Hồ chứa Cao Châu đã tiến hành xả lũ do mực nước tại hồ chứa cao vượt giới hạn cho phép.
Tại Hồng Kông và Ma Cao, do ảnh hưởng của Sanba (kể cả tiền thân của bão), kết hợp với gió mùa Đông Bắc, hai đặc khu này có mưa ở mức vừa phải, có gió mạnh và thời tiết mát mẻ.
Thống kê tại toàn vùng bị ảnh hưởng do bão, có 4 người chết, hơn 2 triệu người bị ảnh hưởng, hơn 300 ngôi nhà bị sập, diện tích hoa màu bị thiệt hại là 138.700 ha, tổng thiệt hại tài sản lên tới 5,82 tỷ Nhân dân tệ (796 triệu USD).